# Sant Martí de Llémena
Sant Martí de Llémena és un municipi de la comarca del Gironès. El topònim prové de la vall i riera de Llémena, que travessa el municipi. Està documentat al segle xi en llatí Lemine. Podria provenir del bolet també conegut com a llengua de bou o de la llemenosa, la planta Artemisia campestris o més probablement, segons Joan Coromines sigui preromà cèltic de (dalo)-lemăna, «(vall) dels olms».
El Castell de Granollers de Rocacorba és Bé Cultural d'Interés Nacional.

## Geografia
- Llista de topònims de Sant Martí de Llémena (Orografia: muntanyes, serres, collades, indrets..; hidrografia: rius, fonts...; edificis: cases, masies, esglésies, etc).

## Història
Els quatre pobles d'aquest municipi eren ens locals independents a principis del Segle XIV, però el 1846 van ser unificats amb capital a Sant Martí de Llémena, per la política de reducció del número de municipis.
Fins al final de l'Antic Règim Senyorial, al primer terç del Segle XIX, tots quatre termes eren de senyoriu reialenc, excepte Granollers de Rocacorba, que dependia del Baró de l'Albi.

## Demografia
| Entitat de població     | Habitants (2024) |
| Llorà                   | 512              |
| Sant Martí de Llémena   | 81               |
| Granollers de Rocacorba | 63               |
| les Serres              | 49               |
| Font: Idescat           |                  |

| 1497 | 1515 | 1553 | 1787 | 1887 | 1900 | 1920  | 1950  | 1970 | 2010 | 2024 |
| 66   | 51   | 71   | 562  | 921  | 887  | 1.124 | 1.009 | 511  | 566  | 706  |